# Славеева скала
„Мегалитното светилище Славеева скала“ се намира на 5.5 km западно от град Велинград (Област Пазарджик), в планинския масив Алабак (Западни Родопи), където се намира скално образувание, известно с названието „Славееви скали“.

## Откритие
През 2001 г. е осъществено теренно проучване на местността и е установено, че по билото източно от м. „Славеева скала“ се наблюдават множество терасовидни изравнявания, които могат да бъдат разглеждани като резултат от човешка дейност през древността, но такова твърдение може да се докаже само с археологически проучвания. На 350 m, източно от „Славеева скала“, в рамките на теренното проучване са открити и множество иманярски изкопи, съсредоточени в основите на невисоко скално струпване. В изкопите и около тях са открити стотици фрагменти от натрошени керамични съдове и няколко цели или фрагментирани глинени лъжички. През 2005 г. мегалитното светилище е представено за пръв път пред участниците в Международната конференция „Скално-изсечените свещени места в Тракия и другите палео-балкански и Антични Анатолийски народи“, проведена в Стара Загора.
През месец март 2009 г. светилището в м. „Славеева скала“ беше официално регистриран в „Археологическа карта на България към НАИМ при БАН“, а през месец септември 2009 г. се извършват сондажни разкопки на обекта. Резултатите от тези проучвания са представени на редовните отчети в НАИМ при БАН през 2010 г.

## Археологическо проучване
През месеците август и септември 2009 г., по инициатива на „Исторически музей Велинград“, са проведени спасителни сондажни разкопки на мястото, където са открити керамичните фрагменти, а разкопките са предшествани от първично геодезическо заснемане на терена. Археологическият екип с научен ръководител на разкопките е Асен Салкин, зам. научен ръководител Димитър Байраков и колектив установяват, че в основата на скалите от източната им страна извършвани култови и ритуални дейности и практики, най-характерната от които е ритуалното натрошаване на керамични съдове след тяхната употреба в обреда. Според археолога Димитър Байраков, особено интересни са откритите глинени лъжички които вероятно са играели важна и специфична роля в извършваните при това светилище ритуали.
На около 10 m южно от проучвания сондаж археолозите установяват наличието на „мегалитно съоръжение, наподобяващо по форма долмен“. То е изградено от два успоредно положени по дължината си скални къса, между които отгоре е вклинен трети по-малък. Между трите камъка се образува процеп с ориентация по оста север-юг, който е малко по-широк от северната му страна. Основата, върху която лежат трите скални къса, представлява хоризонтална заравнена скала, част от която са двата по-големи скални къса, между които е вклинен по-малкият. Общата дължина на мегалита в най-дългата му част не надвишава 3 м, а ширината му на места е малко над 2 m.
Наличието на „мегалитното съоръжение“ по всяка вероятност според Байраков е свързано с ритуално натрошената керамика, полагана северно пред самия му вход, и е още едно доказателство за култовия характер на обекта. Характерът на култа в м. „Славеева скала“ е типичен за повечето скални обекти по високите части на планините в древна Тракия, но притежава и определени специфики. Наличието на голям брой фрагменти от натрошена керамика, полагана (депонирана) между скалите, както и липсата на следи от животински кости, говори за един ранен култ, свързан с почитта към скалата и нейната специфична роля на вход към отвъдното. Такива култове са характерни за редица скално-изсечени обекти от района на Източното Средиземноморие. Според проф.Валерия Фол тези обекти са типични места за посвещение – ето защо те могат да бъдат мислени и като вход/изход, през който вярващият влиза в контакт с божествения разум.
Друг основен белег, който подсказва култовия характер на този археологически обект, са следите от човешка намеса върху повърхността на скалите и тяхната подредба. По време на обходните експедиции на Исторически музей-Велинград през 2008 – 2009 г. са регистрирани разнообразни по форма и големина изсичания в района на „Славеева скала“. Такива изсичания се срещат на запад от направения сондаж в м. „Славеева скала“, а също и в близките местности „Керачин камък“, „Марина черква“, „Божков гроб“, „Уличките“, „Димов камък“ и „Печенежки скали“, намиращи се в същия планински масив.

## Датиране
Откритият на мястото на обекта археологическият материал датира в широки граници – от периода на Бронзовата епоха, но се срещат и по-късни материали.
Преобладаващите видове съдове са няколко типа купи, чаши и съдове с голям обем. Украсата и формата на фрагментите показват, че те имат характеристики, типични както за късната Бронзова епоха и за ранната Желязна епоха. Поради това керамичният материал на този етап трудно може да послужи за по-точно датиране на обекта в м. „Славеева скала“, но аналогии могат да бъдат намерени с редица други обекти, какъвто е например "Скалното светилище „Скалето“ при с.Црънча.